# Bessens
Bessens è un comune francese di 1 286 abitanti situato nel dipartimento del Tarn e Garonna nella regione dell'Occitania.

## Società

### Evoluzione demografica
Abitanti censiti

## Monumenti

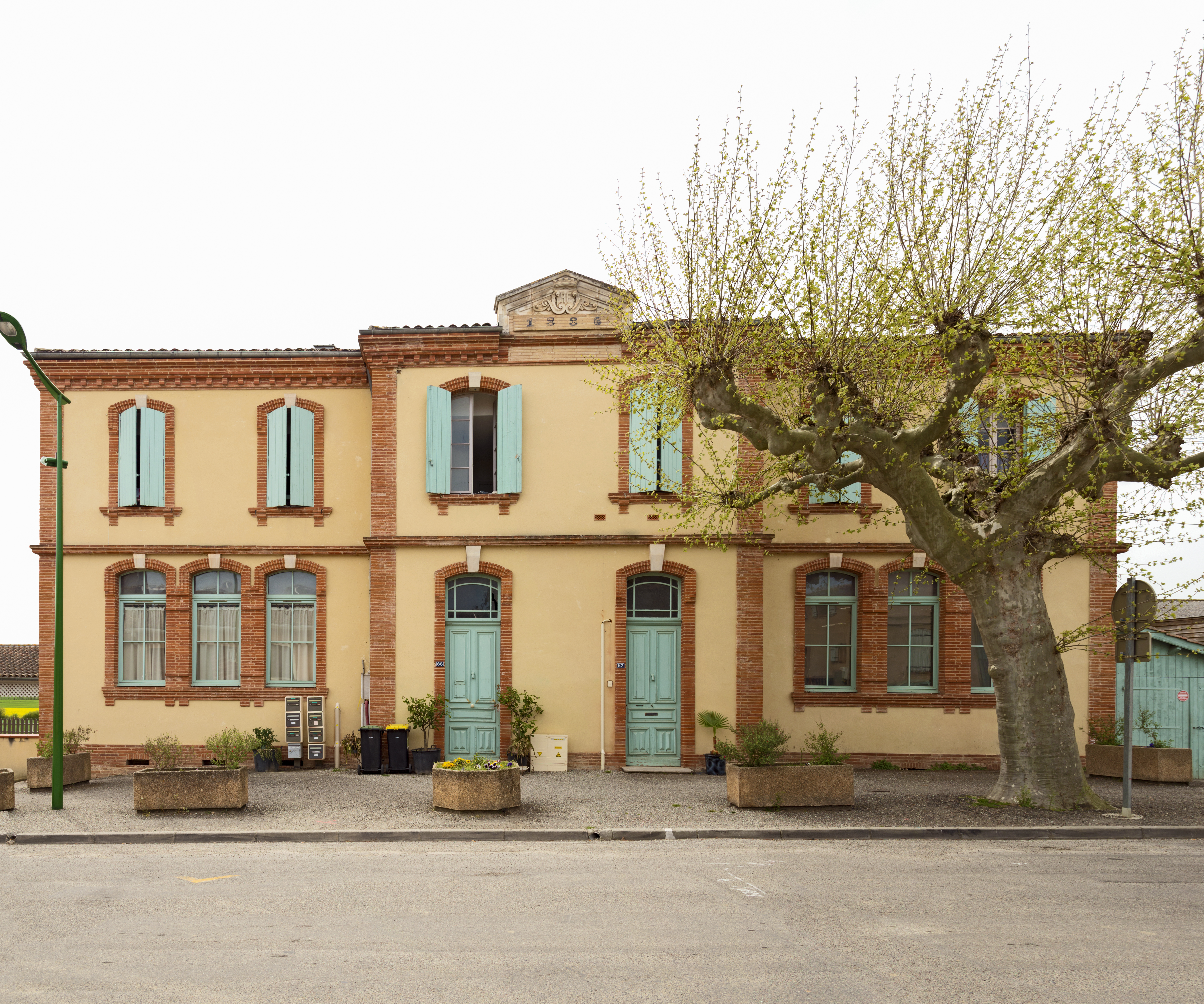
Chiesa.
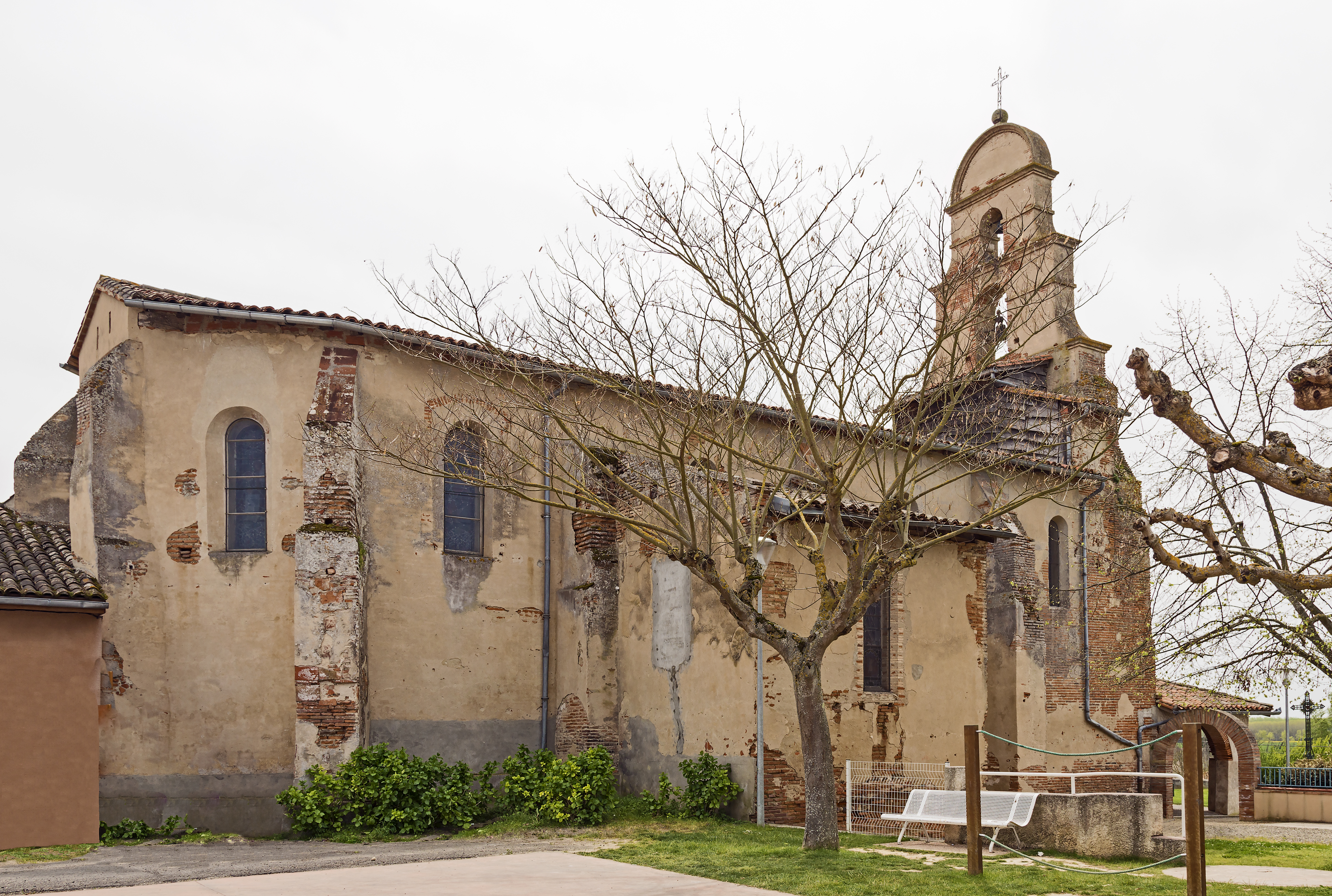
Municipio.
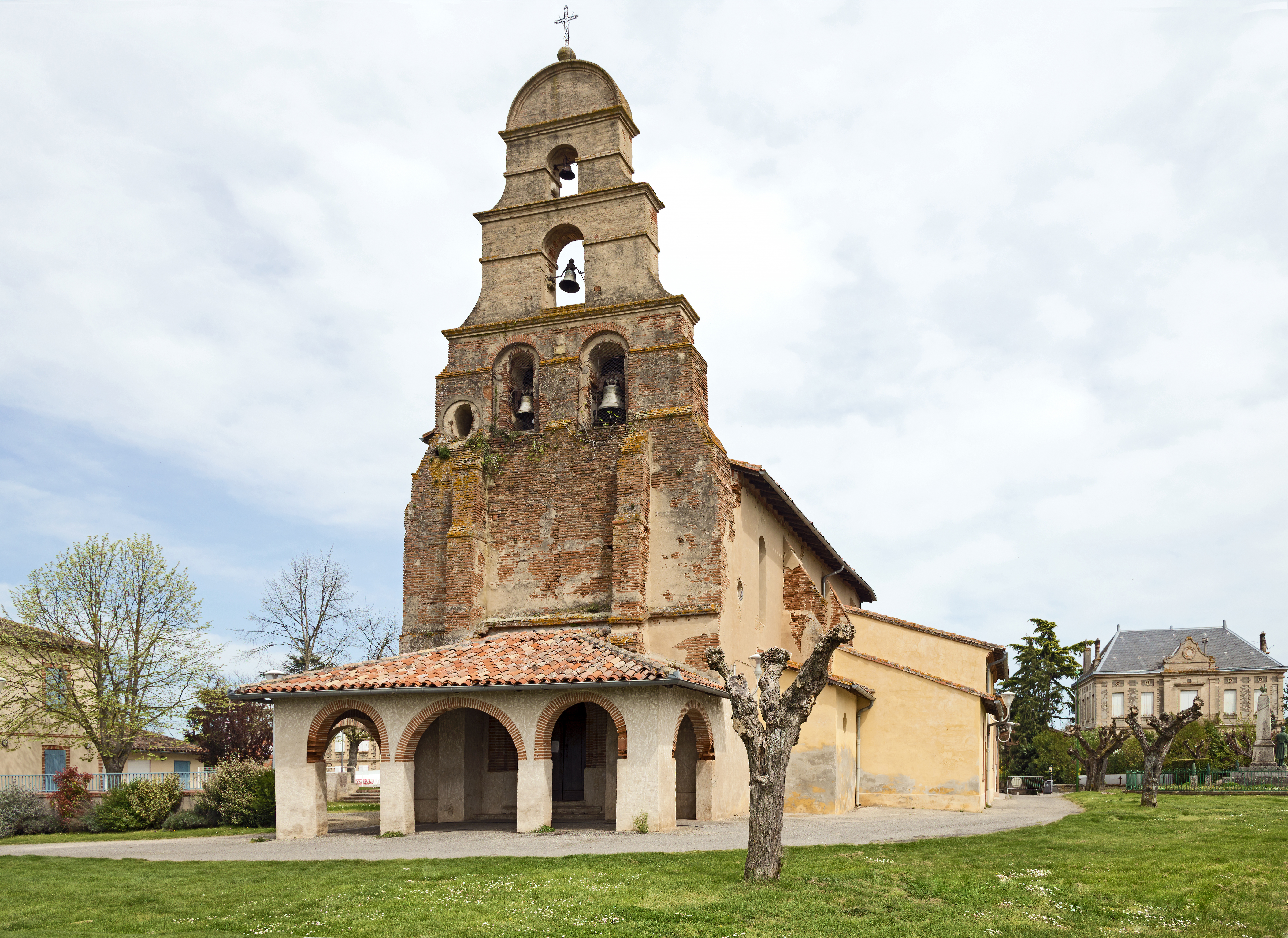
Monumento ai caduti.
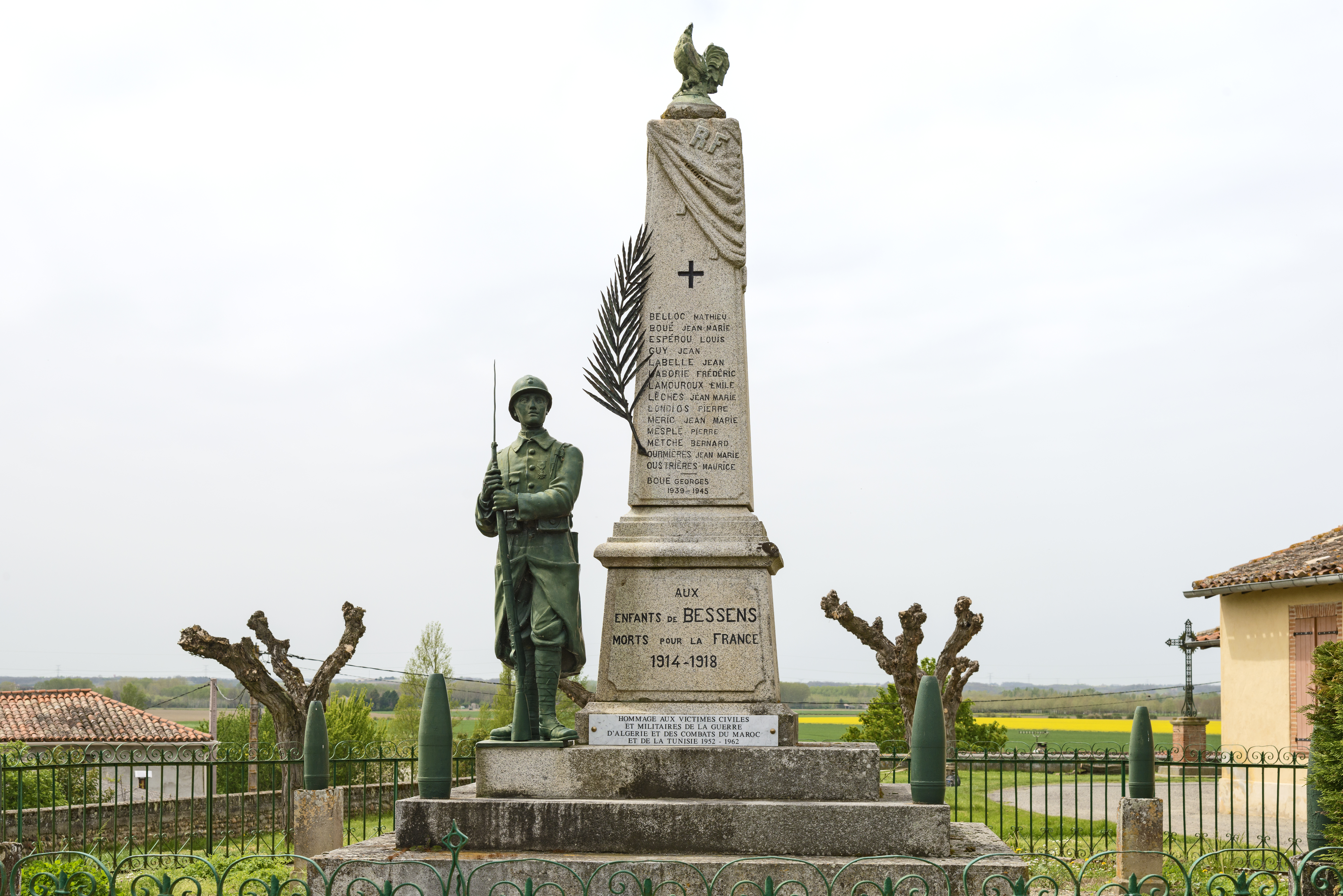
Campanile a vela.